# Мак и я
«Мак и я» (англ. Mac and Me) — американский детский приключенческий фантастический фильм 1988 года, входящий в число худших фильмов в истории мирового кинематографа.

## Сюжет
На неизвестной пустынной планете живёт семейство инопланетян, которые занимаются тем, что ищут воду под поверхностью своего умирающего мира и пьют её через трубочку. Они видят, как на планету прилетает исследовательский зонд НАСА, который начинает брать пробы атмосферы при помощи всасывающего устройства. Окружившие зонд инопланетяне случайно всасываются внутрь аппарата, после чего зонд возвращается на Землю. Там инопланетяне вырываются наружу и сбегают благодаря своей способности управлять электричеством и разрушать всё, чего они касаются. Семейство пришельцев уходит в пустыню, а самый маленький инопланетянин, оторвавшись от своих, прячется от преследования федералов в минивэне, в котором едут мать-одиночка Дженет и двое её сыновей-подростков — прикованный к инвалидному креслу младший сын Эрик Круз и его старший брат Майкл, переезжающие в новый дом неподалёку от Лос-Анджелеса после потери главы семейства.
Вскоре после переезда Эрик сталкивается с инопланетянином, также пришельца видит соседская девочка Дебби. Инопланетянин ворует кока-колу, принимает душ, оставляя мокрые следы на полу, заставляет телевизор работать без подключения к розетке, самостоятельно ездить радиоуправляемую машину. Потом он превращает комнату в доме в подобие сада, притащив туда растения с улицы и вызвав гнев Дженет, которая уверена, что это дело рук Эрика. Эрик пытается доказать существование пришельца, поймав его.
В конце концов Эрик, Дебби и Майкл ловят пришельца, засосав его в пылесос и при этом устроив замыкание во всем районе. Извлечённый из пылесоса инопланетянин получает от Эрика имя Мак (Мистический Астронавт из Космоса) и начинает общаться с детьми. Они меняют своё мнение о нём к лучшему, когда он исправляет весь нанесённый им ущерб безо всяких последствий для дома. Дженет по-прежнему считает, что все это сделали её сыновья.
Тем временем федеральные агенты Уикетт и Циммерман выслеживают Мака и начинают слежку за домом. Пытаясь увезти Мака от федералов, Эрик прячет его внутрь плюшевого медведя, после чего едет вместе с Дебби на вечеринку в ресторане Макдональдс, в котором работает старшая сестра Дебби по имени Кортни. В ресторане все танцуют во главе с Рональдом Макдональдом, и Мак, все ещё одетый как медведь, танцует вместе со всеми в центре внимания прямо на стойке заказов. Агенты врываются в ресторан, пытаясь схватить Мака, но он вместе с Эриком сбегает, после чего за ними начинается погоня. Эрик и Мак, сидя в инвалидном кресле, с невероятной скоростью уходят от погони по улицам города, в конце концов их подбирают Майкл, Дебби и Кортни, втаскивая в минивэн на ходу.
Дети решают помочь Маку найти его семью, которая затерялась где-то в пустыне без пищи и питья. Следуя указаниям Мака, способного общаться со своими при помощи медитации, они едут к заброшенной шахте, внутри которой находят умирающих родственников Мака. Они оживляют пришельцев при помощи кока-колы, которая очень нравится инопланетянам и оказывает на них живительное воздействие. Посадив семью Мака в минивэн, дети увозят их из пустыни.
По дороге они останавливаются на заправке и идут в ближайший супермаркет. Ведущие себя беспокойно инопланетяне вылезают из минивэна и входят внутрь магазина, вызывая панику. Охрана целится в них из пистолетов, отец Мака отбирает у одного из охранников оружие. Прибывшая на место происшествия полиция начинает стрелять в инопланетян, и они устраивают мощный взрыв, в результате которого Эрик погибает. Агенты Уикетт и Циммерман вместе с матерью Эрика Дженет прибывают на место трагедии, и тут инопланетяне проявляют свою способность к воскрешению, на глазах у всех возвращая погибшего мальчика к жизни.
Правительство принимает решение дать семейству инопланетян американское гражданство, которое они принимают в торжественной обстановке в присутствии семьи Эрика и федеральных агентов. Пришельцы, одетые в человеческую одежду, уезжают в розовом кадиллаке. Мак надувает пузырь из жевательной резинки, на котором написано «Мы вернёмся!», что означает скорое появление сиквела.

## Дополнительная информация
- Фильм изобилует навязчивым продакт-плейсментом: Кока-кола (Мак пьёт только её), Скитлс (Мак ест только их), Сирс. Особое внимание уделено Макдональдсу: инопланетянин носит имя Мак, присутствует 5-минутная сцена танца Рональда Макдональда[1], в итоге упомянутого в титрах к картине как «Он сам».
- В 1989 году фильм номинировался на «Золотую малину» сразу в четырёх номинациях и выиграл две из них: «Худшая режиссура» и «Худшая молодая звезда»[2].
- Ленту упрекают в том, что она безуспешно попыталась повторить успех «Инопланетянина» (1982)[3].
- После катастрофических результатов проката запланированный сиквел, который предвещала надпись на пузыре Мака, был немедленно отменён.
- Фильм считается одним из худших в мире, на авторитетном сайте кинокритиков rottentomatoes.com имел уникальный рейтинг 0 %., означающий, что он не получил ни одного балла по стобалльной шкале.